# Пенткі-Жебри
Пенткі-Жебри (пол. Piętki-Żebry) — село в Польщі, у гміні Клюково Високомазовецького повіту Підляського воєводства.
Населення — 72 особи (2011).
У 1975-1998 роках село належало до Ломжинського воєводства.

## Демографія
Демографічна структура станом на 31 березня 2011 року:
|          | Загалом | Допрацездатний вік | Працездатний вік | Постпрацездатний вік |
| -------- | ------- | ------------------ | ---------------- | -------------------- |
| Чоловіки | 34      | 3                  | 20               | 11                   |
| Жінки    | 38      | 7                  | 16               | 15                   |
| Разом    | 72      | 10                 | 36               | 26                   |